# Isetemjeb D
Isetemjeb D o Isetemjeb III (Astmxb) fue una princesa del Antiguo Egipto, hermana y esposa del sumo sacerdote tebano de Amón Pinedyem II durante la dinastía XXI de Egipto.

## Biografía
Era hija del hijo del faraón y sumo sacerdote de Amón Menjeperra y de la princesa Isetemjeb C (Isetemjeb II).
De su unión con Pinedyem II se cree que tuvieron cuatro hijos:
- Psusenes II (Pasebjanut II), sumo sacerdote tebano de Amón y faraón.
- Harueben, señora responsable del harén de Amón-Ra.
- Henutaui, esposa del dios Amón.
- Maatkare, señora de la Casa y cantora.

Algunas fuentes añaden a Psusenes III, que sucedería a su padre en el pontificado

## Tumba

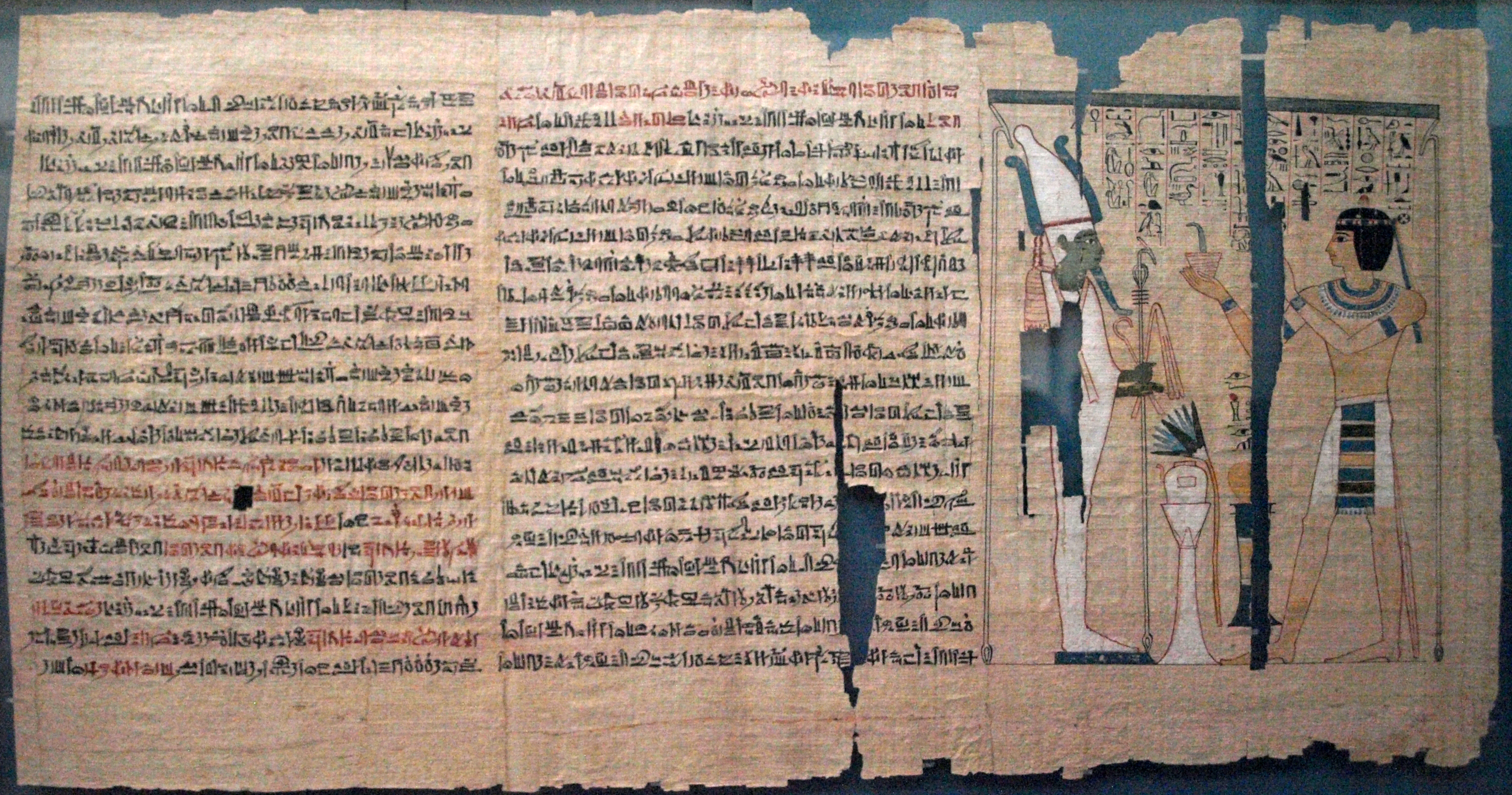
Papiro del Libro de los Muertos de Pinedjem II, dinastía XXI, alrededor de 990-969 a. C. Procedente del escondite real de Deir el-Bahri. Esta escena muestra a Pinedjem II en su papel de Sumo Sacerdote haciendo una ofrenda al dios Osiris. EA 10793/1.

Su momia fue encontrada en el escondrijo real de la tumba DB320 de Deir el-Bahari. Allí también se desenterraron sus ataúdes, sus vasos canopos y elementos de su ajuar funerario. Sus ataúdes habrían sido reutilizados para la sepultura de Nesjons, segunda esposa de Pinedyem II. La DB320 puede haber sido el lugar original de su sepultura. 
Su momia nunca fue desenrollada.
Radiografías tomadas a la momia revelan un pequeño amuleto en el cuello, otro en su brazo derecho y uno en la frente. Además han revelado que Isetemjeb sufría de artritis en las rodillas y caries dental.
En el mismo ataúd, se ha encontrado una momia de gacela, considerada como la mascota de Isetemjeb.